# Leave It
Leave It è un singolo del gruppo musicale inglese Yes, pubblicato nel 1983 ed estratto dall'album 90125.

## Tracce
- 7"

1. Leave It
2. Leave It (A cappella version)

## Video
Il videoclip della canzone è stato diretto dal duo Godley & Creme.

## Riferimenti
Un sample tratto dal brano è presente nella canzone Halcyon del gruppo Orbital (1992).